# Atletica leggera
L'atletica leggera è un insieme di 27 discipline sportive che possono essere raggruppate in quattro categorie: corse, marce, concorsi (salti e lanci) e prove multiple.
Le corse e le marce su pista outdoor e indoor, i concorsi e le prove multiple costituiscono 
quella branca dell'atletica leggera che è internazionalmente conosciuta con il termine in lingua inglese di "Track and field" (corrispondente in italiano a "su pista e pedane", locuzione spesso impropriamente abbreviata in "su pista" oppure trasformata altrettanto impropriamente in "su pista e campo").
Molte delle discipline dell'odierna atletica leggera si tenevano in forma competitiva già nell'antica Grecia. La stessa parola "atletica" discende dal greco άθλος (àthlos), ossia "impresa" o "prodezza", passando per il latino athlēta.
Nella lingua italiana l'aggettivo "leggera" continua a restare di uso comune pur essendo divenuto nei fatti ridondante visto che gli sport che un tempo appartenevano alla cosiddetta "atletica pesante" risultano attualmente regolati da più federazioni internazionali.
L'atletica leggera era presente nella prima edizione dei Giochi olimpici dell'era moderna e non ha mai smesso da allora di fare parte di questa manifestazione. Il suo ente di governo mondiale è la World Athletics.

## Storia

### Generalità

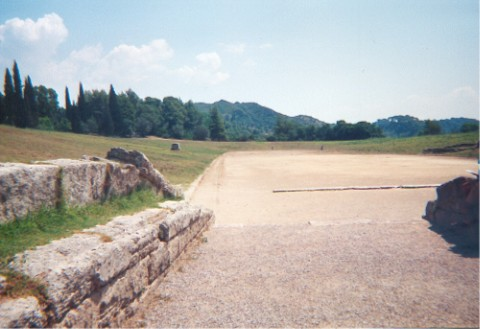
Antico stadio di Olimpia

L'atletica leggera trova le sue origini nell'antica Grecia: i poemi omerici, la statuaria, Pindaro e la pittura vascolare testimoniano la profonda passione sportiva degli antichi greci e l'onore in cui tenevano gli atleti.
Il canto ventitreesimo dell'Iliade descrive prove che anticipano gare che sono ancora tipiche nell'atletica moderna: una corsa a piedi e due prove di lancio, il disco e il giavellotto. Nel periodo dell'Odissea dedicato ai giochi dei Feaci, Omero, quasi per completare la gamma delle attività naturali di base (correre, saltare, lanciare), parla anche di una prova di salto ("il maggior salto Anfiolo spiccollo") senza specificare di quale salto si trattasse, anche se non è azzardato pensare che si trattasse di salto in lungo.

### Origini

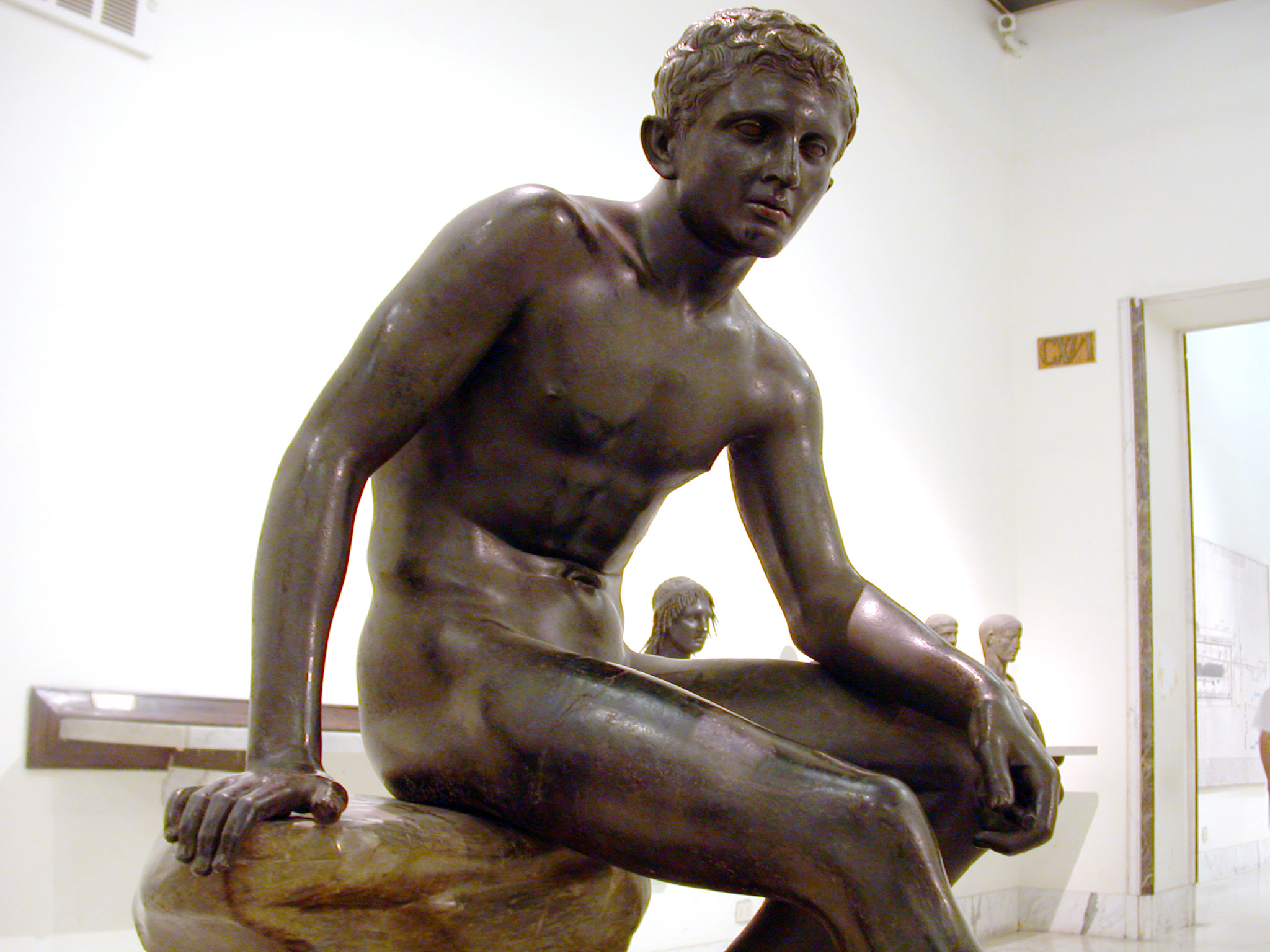
Un atleta dell'antichità in una scultura conservata al Museo archeologico nazionale di Napoli

La nascita e gli inizi dell'atletica leggera si perdono nella notte dei tempi, confondendosi con i primi gesti dell'uomo, alle prese con le sue necessità di sopravvivenza. Non si sa per quante migliaia di anni i primi uomini abbiano corso fuggendo ed inseguendo, e abbiano lanciato per aggredire o per difendersi, creando così la matrice naturale di un agonismo del tutto singolare e inconsapevole.
Grecia, Egitto, Irlanda e poi Roma e l'Etruria risultano essere in misura più probabile le terre in cui inizialmente il gesto atletico dell'uomo assunse le forme più definite, non escludendo comunque, per tempi più lontani, la nascita di esso. Quasi nulla si conosce di quanto avveniva nei territori del Nilo e nella Valle dei Re, salvo alcune fragili notizie su gare di corsa avvenute verso il XV secolo prima dell'era di Cristo e su competizioni consistenti nel lancio a distanza di un blocco di pietra.
Poco si conosce anche dei Giochi di Lugnas, irlandesi, successivamente conosciuti come Giochi di Tailteann, datati intorno al 632 a.C. La radice di queste competizioni traeva origine da contenuti religiosi o celebrativi. Il programma dei giochi irlandesi era molto ricco, consistendo in gare di corsa, di lancio (pietra e giavellotto) e di salto (lungo e asta).
Alla Grecia, però, viene assegnato un ruolo essenziale, quasi totale, nel contesto sportivo di ogni tempo, grazie allo spirito che ha alimentato per originalità e per ampiezza di contenuti morali e agonistici una grandissima parte del gesto sportivo e atletico, complice anche un numero cospicuo di testimonianze letterarie ed iconografiche. Parlare della Grecia significa normalmente parlare di Olimpia e dei giochi, di fiaccole, di tregue sacre e atleti-eroi cinti di corone di olivo. In effetti l'origine più o meno ufficiale dello sport e dell'atletica coincide, in terra ellenica, con il battesimo dei Giochi olimpici, confusi con il mito di Ercole alle prese con le stalle di Augia, ma inequivocabilmente costituenti la prima organizzazione ufficiale. Numerose le date d'inizio delle Olimpiadi: 1222, 1000, 884, tutte date prima dell'era di Cristo, nessuna certa. Il primo grande atleta di cui si hanno notizie certe fu Corebo di Elide, di professione cuoco, incontrastato dominatore delle gare veloci, che nel 776 a.C. fu primo alle soglie di pietra di Olimpia dopo 192 metri di gara.

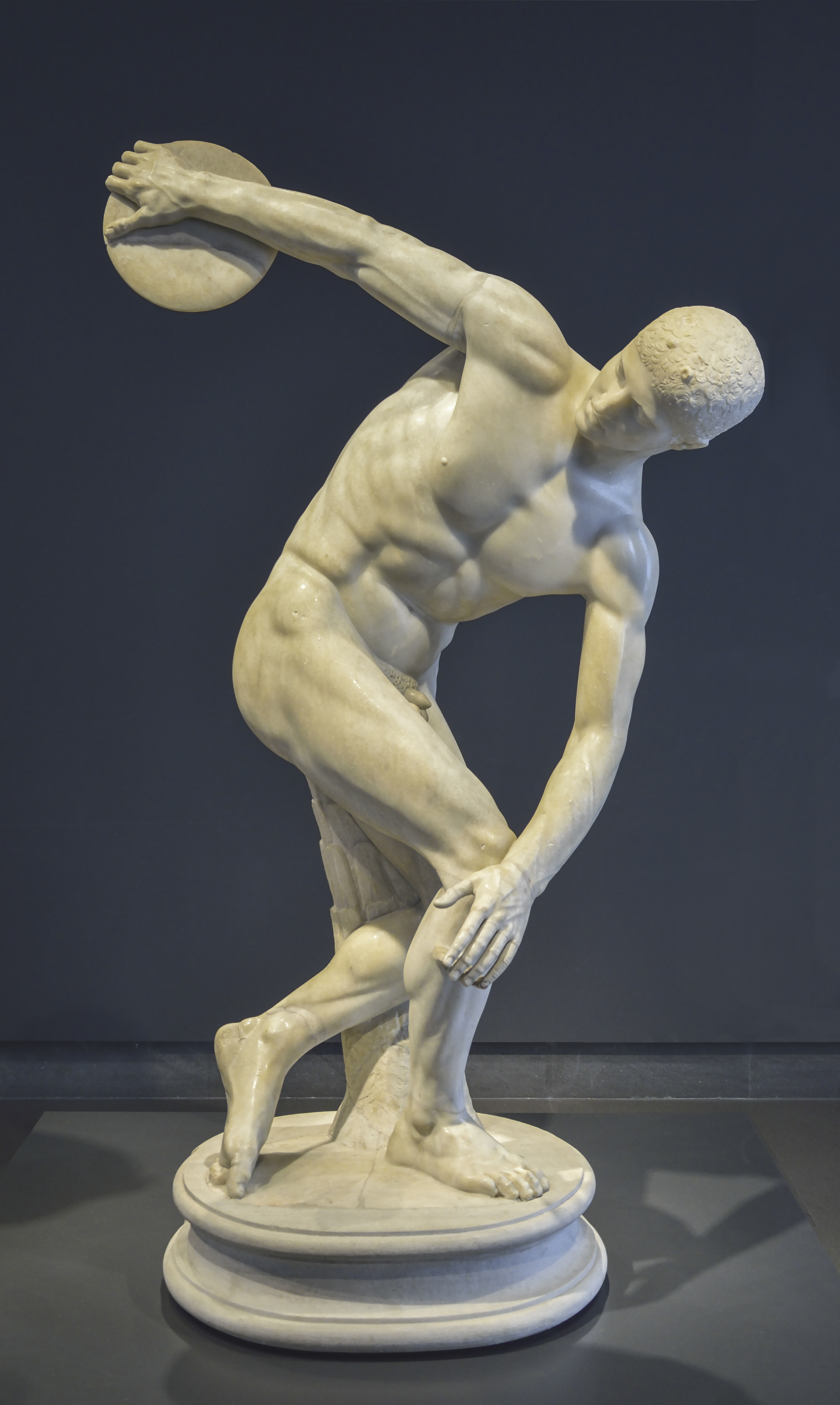
Il discobolo di Mirone (455 a.C.)

Questa distanza, la più tradizionale, corrispondeva all'incirca alla lunghezza della pista originaria ed era denominata stadion; nei successivi anni olimpici furono aggiunte altre distanze di corsa: il diaulo, distanza doppia dello stadion, e il dolichos, la cui misura variava dai 7 ai 24 stadi, rimanendo così nei limiti delle prove attuali di mezzofondo.
Nei Giochi olimpici del 708 a.C. venne inserita la prova più complessa e difficile dell'antichità, il pentathlon, in cui, assieme alla corsa e alla lotta, erano fissate gare di salto in lungo, di lancio del disco e del giavellotto.
Se poco si conosce delle misure e delle prestazioni di quel tempo, al contrario si sanno di alcuni particolari tecnici estremamente interessanti. Ad esempio, nel salto in lungo gli atleti si aiutavano nello slancio con degli speciali manubri di piombo o pietra agganciati alle mani, gli alteres, saltando, dopo aver battuto su un piano rialzato del terreno, al di là di una buca.
Il disco, che era normalmente di legno o di bronzo, fin dall'inizio beneficiò, con ampie giustificazioni, data la bellezza degli assieme dei movimenti, di un'attenzione superiore rispetto agli altri lanci: artisti straordinari hanno lasciato all'attenzione e all'ammirazione del mondo civile alcune opere, il discobolo di Mirone, e il canto ventitreesimo dell'Iliade di Omero: «Pose, ciò fatto, i premii alla pedestre corsa: al primo un cratere ampio di argento, messo a rilievi, contenea sei metri, né al mondo si vedeva vaso più bello».
Il getto del peso, o meglio il lancio della pietra, che come forma di lancio era sicuramente precedente al disco e che era in uso anche fra gli antichi egizi, viene citato come prova competitiva a Troia e ad Olimpia. Del lancio del giavellotto, specialità in cui l'originaria tradizione guerriera si accoppiava splendidamente al rituale agonistico, si sa che l'attrezzo, simile all'asta di guerra, aveva nella zona mediana un laccio di cuoio, occorrente a dare maggiore impulso al lancio ed una più facile precisione di traiettoria.
Anche gli etruschi, una delle civiltà più affascinanti ed impenetrabili della storia, offrono enormi testimonianze storiche, per quanto riguarda lo sport e le gare. La Tomba dei carri o Tomba di Stackelberg datata al V secolo a.C., dal nome dello scopritore, a Tarquinia, ne è una testimonianza. Viene raffigurata un'immagine relativa al salto con l'asta. La Tomba della scimmia, invece raffigura il salto in lungo esercitato con l'aiuto dei pesi, e la Tomba dei Giochi olimpici raffigura gare di corsa, salto in lungo, lancio del disco e giavellotto. Nella Tomba di Poggio al Moro, la presenza di un affresco del VI secolo a.C. raffigura quattro corridori in partenza.

### L'atletica leggera nei secoli successivi
La rinascita e la diffusione dell'atletica leggera in epoca moderna divenne un dato di fatto alla fine del XIX secolo, anche grazie ad una piena regolamentazione.

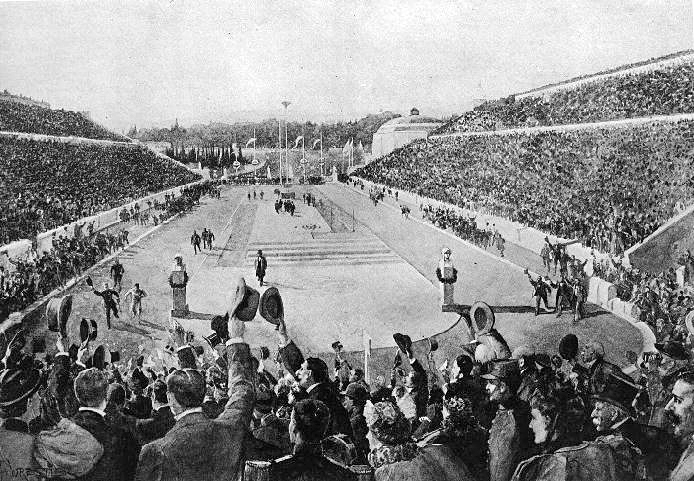
Lo stadio olimpico di

Nel 1817 venne fondato il primo club atletico a Necton, in Inghilterra. Ma fu l'inglese Thomas Arnold, nel 1828, a ripristinare alcuni esercizi praticati nell'antichità ed a fissarne le norme tecniche. Nel 1829, a Tailiti (Irlanda) vennero disputati per la prima volta dei giochi composti da corse, salti, lanci e salto con l'asta. Nel 1855 uscì il primo manuale riguardante le corse, intitolato Training of man for pedestrian exercise e nel 1867 venne inaugurata a Londra la prima pista di atletica in cenere.
È nel 1860 che nasce l'Olympic Club, il primo club atletico statunitense, a San Francisco. Questo venne affiancato l'8 settembre 1868 dal New York Athletic Club; la prima gara per atleti dilettanti negli Stati Uniti venne disputata l'11 novembre dello stesso anno, e proprio in questa occasione venne introdotta la possibilità di indossare le scarpette chiodate.
Grazie al barone francese Pierre de Coubertin, nel 1896 si tenne ad Atene la prima edizione dei Giochi olimpici moderni.
Le gare allora più popolari erano i 100 metri piani e la prova di fondo, che si correva sulla distanza di 36 km. Si ebbe anche la distinzione tra atletica leggera e atletica pesante.
Per quanto riguarda l'Italia, l'atletica leggera nacque alla fine dell'ottocento come attività podistica. Nel 1910 anche le gare di salto e di lancio (che erano ancora sotto il controllo della Federazione Ginnastica), iniziarono ad essere disciplinate dalla "Federazione italiana degli sports atletici" (che divenne Federazione Italiana di Atletica Leggera nel 1926), la quale venne riconosciuta dal CIO nel 1915.
La rinascita dei Giochi olimpici diede un ulteriore incremento alla ripresa dell'atletica leggera: da allora essa ha guadagnato popolarità, evolvendosi col moltiplicarsi e l'affinarsi delle tecniche e con l'aumento del numero dei praticanti; aumento determinato anche da un fatto nuovo per l'atletica, cioè la partecipazione femminile alle gare (nel 1921, venne costituita la "Fédération sportive féminine") dopo secoli di esclusione quasi assoluta dalla vita sportiva. Attualmente l'atletica leggera è una delle discipline principali presenti ai Giochi olimpici.

## Discipline

### Generalità
Uomini e donne competono in gare separate, ma il programma delle donne è, in generale, identico a quello degli uomini. Le uniche differenze sono costituite dall'altezza degli ostacoli e delle siepi (che è più bassa per le donne), dalla massa degli attrezzi per i lanci (che è inferiore per le donne), dalla distanza della corsa di velocità pura con ostacoli disputata all'aperto (che è di 110 metri per gli uomini e di 100 metri per le donne) e dal numero di discipline presenti nelle prove multiple (che è di dieci per quelle svolte all'aperto e di sette per quelle svolte al coperto per gli uomini e di rispettivamente sette e cinque per le donne). Dal 2004 è stato però inserito anche il decathlon femminile outdoor nell'elenco ufficiale delle prove multiple ratificate dalla World Athletics.

### Corse

#### Corse su pistaoutdoor

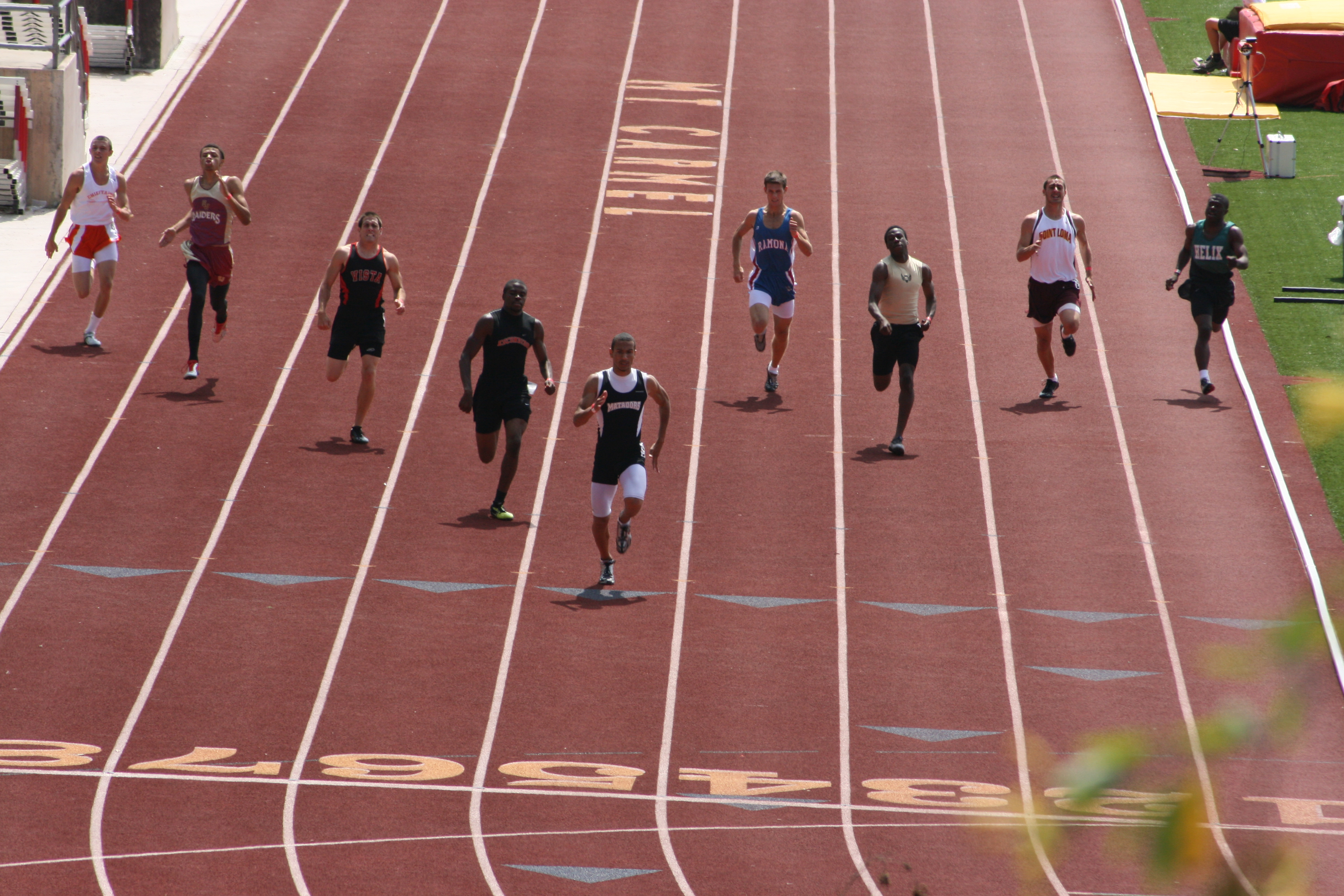
Rettilineo finale di una gara dei 400 metri piani

Include tutte quelle specialità che prevedono una corsa con o senza ostacoli che si svolge interamente su pista outdoor:
- Velocità: gare su distanze fino a 400 m. Le distanze sono 100 m, 200 m e 400 m o misure intermedie in casi rari. I 100 m e i 200 m sono considerati gare di velocità pura, i 400 m gara di velocità prolungata.
- Mezzofondo: gare su distanze di 800 m, 1500 m e 3000 m.
- Fondo: comprendente i 5000 m e i 10000 m.
- Ostacoli: 110 m ostacoli (100 m ostacoli per le donne) e 400 m ostacoli.
- Siepi: una corsa nella quale gli atleti devono superare ostacoli detti siepi e riviere con l'aggiunta di una pozza d'acqua (la principale distanza su cui si corre questo tipo di gara è di 3000 m). Gara considerata sia di mezzofondo che ad ostacoli, in quanto presenta anche particolari aspetti tecnici legati al superamento delle varie barriere e riviere.
- Staffette: 4×100 m e 4×400 m. Questa corsa prevede la partecipazione di una squadra composta da 4 atleti in cui compete un singolo atleta alla volta e in successione. Il cambio tra un atleta e un altro avviene tramite il passaggio del testimone, una bacchetta di legno o di materiale plastico che attesta l'avvenuta successione, e che deve accompagnare la squadra dall'inizio alla fine della gara.

Con l'eccezione della corsa sul miglio, tutte le corse si svolgono su distanze calcolate in metri.

#### Corse su pista corta
A differenze della pista della corsa su pista all'aperto, che è lunga 400 metri, la pista della corsa indoor è lunga 200 metri. La larghezza delle corsie indoor va 0,90 metri fino a 1,10 metri. Dal 2024 la definizione di pista indoor è stata sostituita con il termine pista corta al fine di considerare valide per il conseguimento dei minimi di partecipazione ai campionati al coperto anche le prestazioni ottenute durante gare all'aperto su pista da 200 metri (per l'appunto, pista corta).

#### Corse su strada
Gare condotte su strada, a volte con finale su pista. Distanze comuni sono la mezza maratona (21,097 km), la maratona (42,195 km) oppure l'ultramaratona, con distanze superiori ai 42,195 km. Queste gare, considerate di fondo, possono svolgersi su circuito o anche avere il punto di arrivo diverso da quello di partenza.

### Marce
La marcia è una sorta di forma evoluta e competitiva del camminare, spinto alla massima velocità con l'obbligo di mantenere sempre un piede a contatto con il terreno e l'arto di appoggio completamente esteso. Le gare si svolgono solitamente su strada, con percorsi da 3 km fino a 50 km. Nelle manifestazioni internazionali seniores le gare di marcia previste sono di 20 km e 35 km, sia per gli uomini che per le donne.

### Concorsi

#### Lanci
- Getto del peso
- Lancio del disco
- Lancio del martello
- Lancio del giavellotto
- Lancio del vortex (praticato solo da alcune categorie giovanili in sostituzione del giavellotto)

#### Salti in elevazione

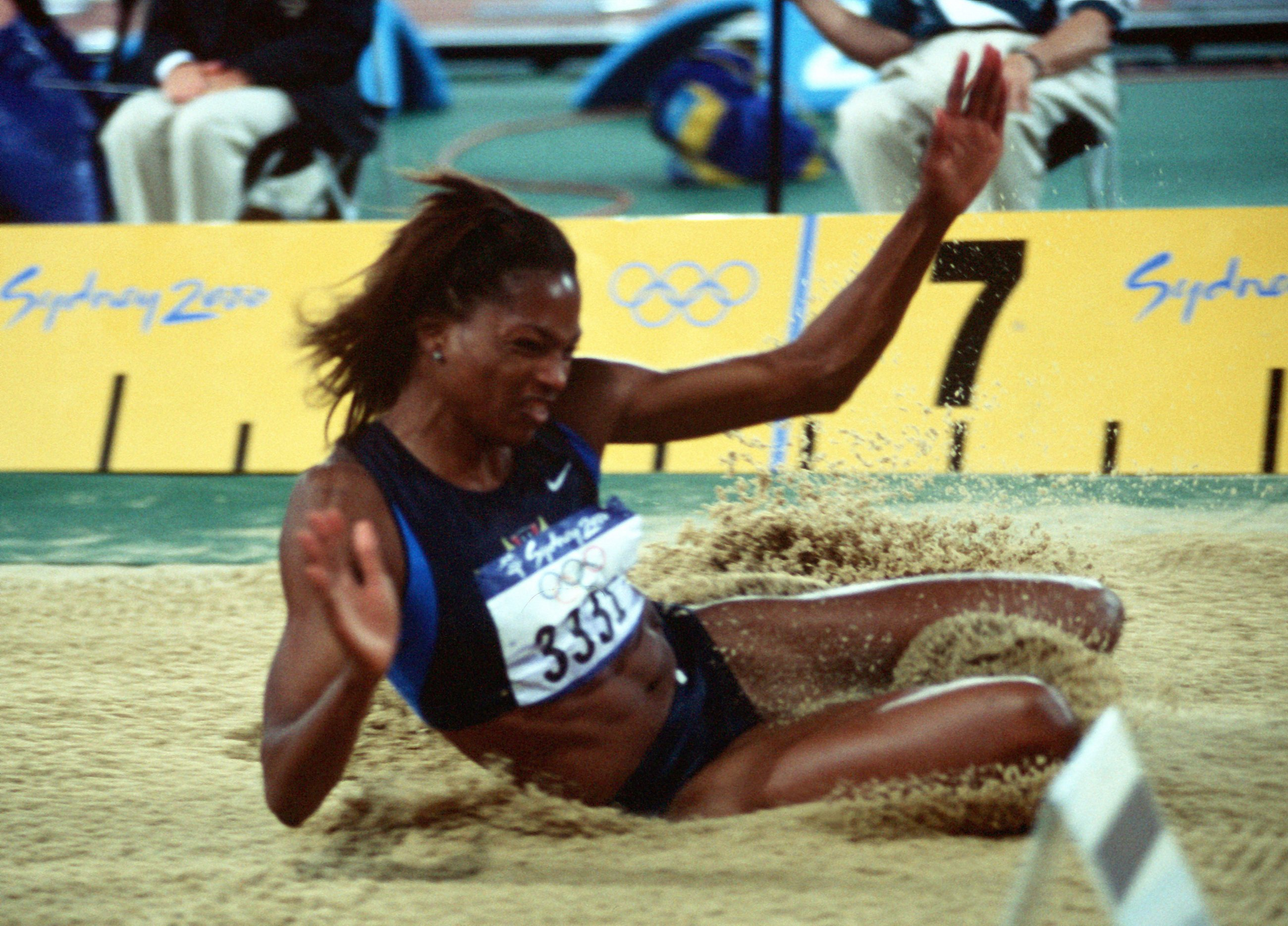
La statunitense Dawn Burrell alle prese con una gara di salto in lungo

- Salto con l'asta
- Salto in alto

#### Salti in estensione
- Salto in lungo
- Salto triplo

### Prove multiple
- Decathlon per gli uomini (e dal 2004 anche per le donne).
- Eptathlon per le donne, nelle competizioni outdoor.
- Eptathlon per gli uomini, nelle competizioni indoor.
- Pentathlon per le donne, nelle competizioni indoor.

### Regole principali
- Corse, di 100 - 200 - 400 metri piani:
  - Ad ogni atleta viene assegnata una corsia da cui non può uscire procurandosi vantaggi o ostacolando gli avversari, fino al traguardo. Se un atleta, per qualsiasi motivo e in qualsiasi misura, invade una corsia che non è la sua, viene squalificato.
  - Gli atleti non possono in alcun modo toccarsi od ostacolarsi uno con l'altro.
  - Ad ogni atleta che si solleva dai blocchi di partenza prima dello sparo o entro un decimo di secondo da esso viene assegnata una partenza falsa. Con il nuovo regolamento in vigore dal 2010, ogni atleta che effettua una partenza falsa viene squalificato.
  - Nelle corse di 200 e 400 metri, poiché si svolgono anche in curva, viene assegnato alle corsie più esterne il cosiddetto "decalage" cioè la partenza più avanzata di alcuni metri rispetto alle corsie più interne in modo che ogni atleta possa percorrere una distanza uguale indipendentemente alla corsia in cui si trova.
- Corsa di 800 metri piani:
  - La corsa degli 800 metri si svolge su due giri di pista; ogni concorrente deve rimanere nella corsia assegnata per i primi 100 metri, mentre dopo la prima curva (segnalata da bandiere o coni posti all'inizio del rettilineo opposto a quello di arrivo) si può abbandonare la corsia assegnata (gli atleti tendono a spostarsi in prima corsia, cioè quella che permette di fare meno distanza possibile essendo quella più interna alla pista).
  - Il regolamento per le partenze false è uguale a quello delle gare di corsa veloci.
- Salto in lungo e salto triplo:
  - Ogni atleta deve saltare prima e non oltre la pedana di stacco (una pedana posta prima della buca di sabbia).
  - Il vincitore è l'atleta che percorre la distanza maggiore dalla pedana di stacco fino al segno lasciato sulla sabbia; tra tutti i salti che effettua l'atleta, si considera solo il più lungo che esso compie (in caso di pari merito si considera il secondo miglior salto).
  - Ogni atleta ha a disposizione tre salti (anche chiamati "prove"), più tre salti detti "di finale" per gli atleti che nei salti "di qualifica" hanno ottenuto la distanza maggiore.
  - Ogni atleta deve saltare entro trenta secondi[11] dal momento di inizio del suo turno di salto.
  - Ogni salto viene misurato dalla pedana (o linea) di stacco al punto di atterraggio più vicino a questa, sempre in modo perpendicolare rispetto all'asse di battuta.
- Salto in alto e salto con l'asta:
  - Ogni atleta deve saltare in seguito ad una rincorsa e oltrepassare un'asticella posta fra due ritti (nel caso del salto con l'asta dandosi slancio con l'asta) senza toccarla o farla cadere (in caso contrario il salto è nullo).
  - Il vincitore è l'atleta che ha ottenuto la misura maggiore; in caso di parità si fa il conteggio dei vari errori commessi dagli atleti nel corso della gara.
  - Ogni atleta ha a disposizione 3 tentativi di salto per ogni misura. Ogni volta che tutti gli atleti hanno passato una misura o hanno sbagliato i tre tentativi (venendo quindi eliminati) si passa alla misura successiva.
  - Ogni atleta deve eseguire il salto entro un minuto dal momento di inizio del suo turno di salto (2 minuti se sono rimasti in gara 2 o 3 atleti).
- Lancio del disco, lancio del martello e getto del peso:

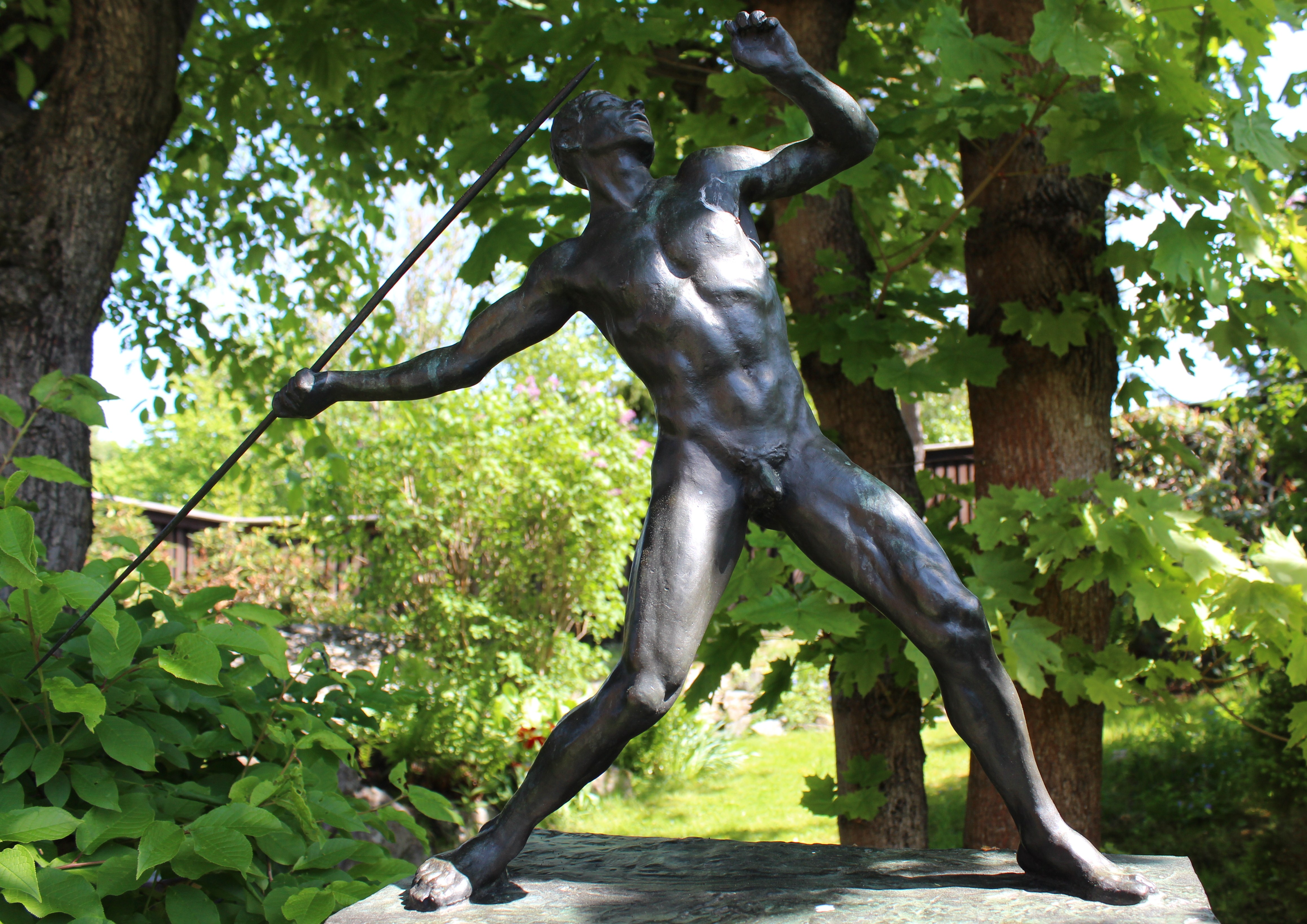
Il Giavellottista di Carl Eldh

  - Ogni atleta deve lanciare entro una pedana circolare (di diametro diverso in base al tipo di lancio) senza oltrepassarne la circonferenza.
  - L'attrezzo lanciato deve cadere entro un settore compreso tra due fettucce che partono dal centro della pedana e si aprono con un certo angolo, in base al tipo di lancio; in caso contrario il lancio si considera nullo.
  - Ogni atleta ha a disposizione 3 lanci, più tre lanci detti "di finale" per gli atleti che nei lanci "di qualifica" hanno ottenuto la misura maggiore.
  - Il vincitore è l'atleta che lancia alla distanza maggiore dalla pedana di lancio; tra tutti i lanci che effettua l'atleta si considera solo il più distante che esso compie.
  - Ogni atleta deve lanciare entro trenta secondi[11] dal momento di inizio del suo turno di lancio.
  - Ogni lancio viene misurato dal punto di atterraggio dell'attrezzo al bordo interno della pedana circolare più vicino al punto stesso di atterraggio, lungo una linea immaginaria che passa per il centro della pedana.

- Lancio del giavellotto:
  - Ogni atleta deve lanciare in seguito a una rincorsa entro una pedana rettilinea senza superare la linea di nullo.
  - La punta del giavellotto lanciato deve cadere entro un settore compreso tra due fettucce che partono da un punto preciso all'interno della pedana e si aprono con un certo angolo; in caso contrario il lancio si considera nullo.
  - Se il giavellotto atterra di coda anziché di punta, il lancio è nullo.
  - Ogni atleta ha a disposizione 3 lanci, più tre lanci detti "di finale" per gli atleti che nei lanci "di qualifica" hanno ottenuto la misura maggiore.
  - Il vincitore è l'atleta che lancia a una distanza maggiore dalla pedana di lancio; tra tutti i lanci che effettua l'atleta si considera solo il più distante che esso compie.
  - Ogni atleta deve lanciare entro trenta secondi[11] dal momento di inizio del suo turno di lancio.
  - Ogni lancio viene misurato dal punto di atterraggio della punta dell'attrezzo al limite interno della pedana più vicino al punto stesso di atterraggio, lungo una linea immaginaria che passa per il punto della pedana da cui parte il settore di lancio.

### Attrezzature
| Tipo                   | Uomini   | Donne    |
| ---------------------- | -------- | -------- |
| Pesi degli attrezzi    |          |          |
| Peso                   | 7,260 kg | 4 kg     |
| Disco                  | 2 kg     | 1 kg     |
| Martello               | 7,260 kg | 4 kg     |
| Giavellotto            | 0,800 kg | 0,600 kg |
| Altezza degli ostacoli |          |          |
| 100 m hs               | -        | 0,838 m  |
| 110 m hs               | 1,067 m  | -        |
| 400 m hs               | 0,914 m  | 0,762 m  |
| 3000 m siepi           | 0,914 m  | 0,762 m  |

## Competizioni di atletica leggera
Esistono due tipi di manifestazioni di atletica leggera "Track and field": le competizioni che utilizzano la pista outdoor e quelle che al contrario si servono della pista indoor. Le prime hanno luogo in ambienti privi di coperture dei campi di gara (anche se può accadere che venga adoperata qualche pedana posta invece in uno spazio protetto) mentre le seconde sono realizzate all'interno di edifici completamente chiusi.

## Federazioni
AAA - Confederazione asiatica
     Atletismo Sudamericano – Confederazione sudamericana
     CAA - Confederazione africana
     EAA – Confederazione europea
     NACAC – Confederazione nord-centro americana e caraibica
     OAA – Confederazione oceaniana

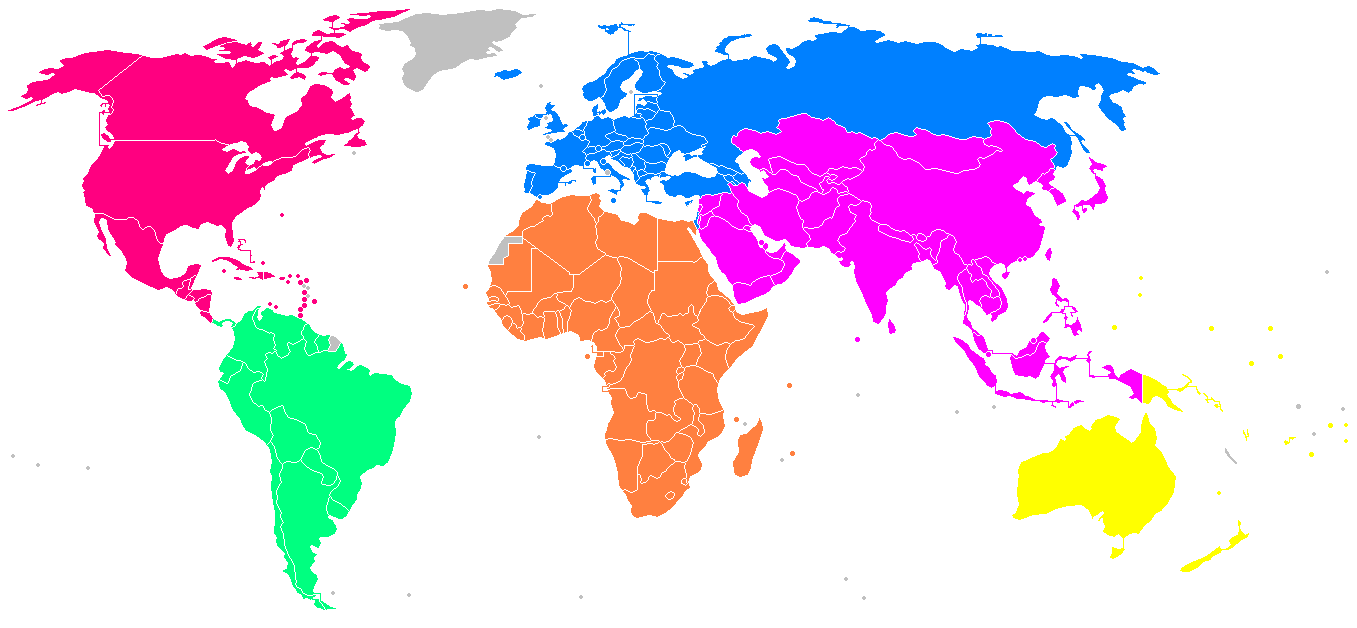
Carta raffigurante le 6 suddivisioni della World Athletics:
AAA - Confederazione asiatica
Atletismo Sudamericano – Confederazione sudamericana
CAA - Confederazione africana
EAA – Confederazione europea
NACAC – Confederazione nord-centro americana e caraibica
OAA – Confederazione oceaniana

La World Athletics, fondata nel 1912 come International Amateur Athletics Federation e successivamente denominata International Association of Athletics Federations, è l'organizzazione che regola l'atletica leggera a livello mondiale. Ci sono sei federazioni continentali affiliate alla World Athletics, alle quali sono di seguito associate le varie federazioni nazionali.

## Categorie
La FIDAL riconosce le seguenti categorie (seniores, under 20 e under 18 sono riconosciute anche dalla World Athletics):
- Categorie giovanili:
  - Esordienti A, B, C (6-11 anni)
  - Ragazzi/e (12-13 anni)
  - Cadetti/e (14-15 anni)
- Categorie assolute:
  - Allievi/e (under 18) (16-17 anni)
  - Juniores (under 20) (18-19 anni)
  - Promesse (under 23) (20-22 anni)
  - Seniores (oltre i 23 anni)
- Master (oltre i 35 anni)[14]

## Doping
Nell'atletica leggera, come in tutti gli sport, è severamente vietato il ricorso a sostanze dopanti con lo scopo di aumentare artificialmente il rendimento fisico e le prestazioni dell'atleta, sia a livello nazionale che a livello globale. La World Athletics si appoggia all'Agenzia mondiale antidoping (tra le altre misure antidoping) per prevenire l'uso di tali sostanze. Questo perché pratiche quali il doping del sangue e l'uso di steroidi anabolizzanti, ormoni peptidici, stimolanti o diuretici, oltre ad essere spesso dannose per la salute, possono dare un vantaggio agli atleti che ne fanno uso, compromettendo così la correttezza sportiva.